# تجديل البروتين

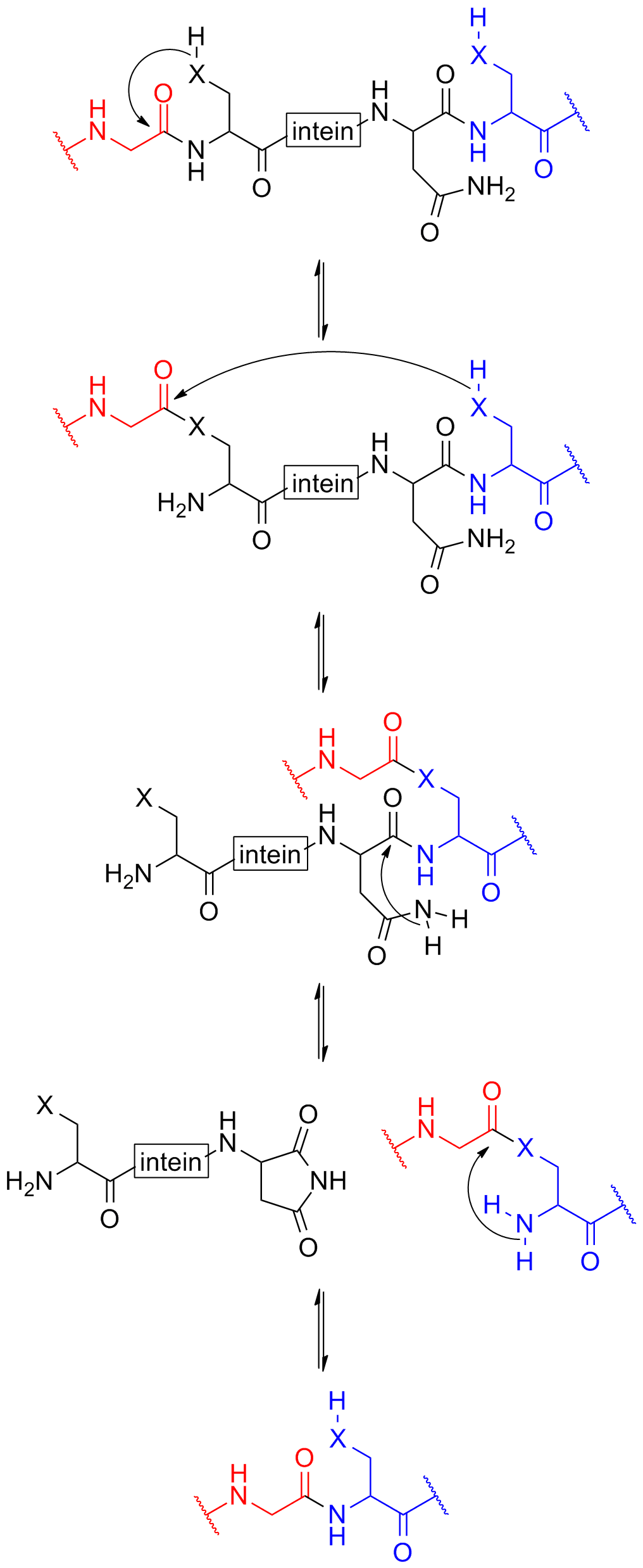

تجديل البروتين (بالإنجليزية: Protein splicing)‏ هي تفاعل داخل جزيئة بروتين معين حيت تزال قطعة بروتين داخلية تدعى إنتئين من بروتين طليعي مع ربط الطرف الكربوكسيلي والطرف الأميني للبروتين الخارجي الذي يدعى إكستئين على الجهتين.
غالبا ما يكون رابط تجديل البروتين الطليعي سيستئين أو سيرين، وهي أحماض أمينية تحوي سلسلة جانبية محبة للنواة.
تفاعلات تجديل البروتين المعروفة حاليا لا تحتاج عوامل خارجية أو مصدر طاقة مثل ثلاثي فوسفات الأدينوسين أو ثلاثي فوسفات الغوانوزين. من الناحية الطبيعية، فإن التجديل مرتبط مع تجديل الحمض النووي الريبوزي فقط.